# Falkenstein/Harz
Falkenstein/Harz település Németországban, azon belül Szász-Anhalt tartományban. Lakosainak száma 5104 fő (2023. december 31.).

## Népesség
A település népességének változása:
| Lakosok száma | 5575 | 5346 | 5274 | 5166 | 5120 | 5104 |
|               | 2013 | 2017 | 2019 | 2021 | 2022 | 2023 |